# Helmonds
Helmonds (Helmonds: Hèllemonds) is een stadsdialect (spreektaal), gesproken in de Oost-Brabantse stad Helmond (ca. 90.000 inwoners). Het is een van de excentrieke dialecten van Brabant, naast het Wolluks (Waalwijk) en het Linds (Heeze-Leende).
Het Helmonds kenmerkt zich door felle, schelle en harde klanken gecombineerd met het uitrekken van klinkers. Opvallend is dat veel woorden die in het Standaardnederlands beginnen met sch- in het Helmonds met sk- worden uitgesproken, en omgekeerd wordt Standaardnederlands sk- (of sc-) in het Helmonds sch-.
Taalwetenschappers van de Universiteit van Nijmegen rekenen het Helmonds tot de Brabantse dialectengroep, maar plaatsen de kanttekening dat er ook Limburgse invloeden in hoorbaar zijn. Tevens zijn er hoorbare overeenkomsten met het zuid Gelderse en noord-Limburgse  Kleverlands. Dit zou te verklaren zijn door de topografische ligging van de stad, door de ligging aan de rand van natuurgebied De Peel, dat Brabant én Limburg overlapt.
Het Helmonds wordt vaak gezien als de taal van het volk. Hoewel de autochtone Helmondse bevolking het dialect nog spreekt (met name de ouderen), zal het dialect meer en meer verdwijnen. Door technologische industrie komen steeds meer mensen van buitenaf in de stad wonen, hetgeen onvermijdelijk zijn effect zal hebben. Toch wordt er in Helmond nog redelijk veel dialect gesproken. 
De lokale omroep van Helmond, Dit is Helmond (voorheen Omroep Helmond), besteedt op de radio nog steeds aandacht aan het stadsdialect. Zo brengt het radioprogramma Studio Teun wekelijks het onderdeel 'Helemaal Helmond', waarin de presentatoren Helmondse zinnen en woorden behandelen. Voorheen bracht het radioprogramma Teun en Rutger elke vrijdagavond een vergelijkbare rubriek. Ook binnen de carnavalsverenigingen en bij het tonproaten wordt het dialect gekoesterd. Een van de gelegenheden waar op quasi-academisch niveau dialect wordt gesproken en erover gedelibereerd is de Keiologische Universiteit. Hier verdedigde bijvoorbeeld in 2002 Lex Coolen zijn pruufskrift D'n Helmonder kweèkt zoas ie sprèkt. 

## Haw ut Hellemonds
In Helmond is ook een club actief die zich inzet voor het behoud van het Helmonds: Haw ut Hellemonds. Dit is Helmonds voor 'Behoudt de Helmondse taal'. Het culturele seizoen in Helmond wordt elk jaar geopend met het Hellemonds Diktee, dat gehouden werd in theater 't Speelhuis (de tweede zaterdag van september). Dit is een dictee in de Helmondse taal. Op sociale media worden Helmondse uitspraken gedeeld.

## Voorbeelden
Enkele voorbeelden van typisch Helmondse woorden en klanken:
| Nederlands              | Hellemonds                                     |
| aardappel(en)           | èrpel                                          |
| adem                    | ojjem                                          |
| afkijken                | blieke                                         |
| boos/kwaad              | kôh                                            |
| broek                   | bôks                                           |
| naast                   | neffe                                          |
| brood                   | mik                                            |
| broodbeleg (vlees)      | gesneeje                                       |
| drop / dropje           | sep / sepke                                    |
| dood                    | dôh                                            |
| groen                   | gruun                                          |
| groot                   | grauwt                                         |
| huis                    | hois                                           |
| hun/hen                 | hullie                                         |
| kind                    | kiendje                                        |
| kinderen                | keinder                                        |
| kruisbessen             | kroezele                                       |
| jammer                  | seund                                          |
| jezelf                  | oewaige                                        |
| jullie                  | gallie                                         |
| man                     | mens                                           |
| melk                    | romme                                          |
| mij (bezittelijk)       | meen of minne                                  |
| moe                     | muug                                           |
| mooi                    | skôn/schon                                     |
| morgen                  | mèrege                                         |
| pannenkoek              | streuf                                         |
| precies hetzelfde       | krek inder                                     |
| pinda                   | ollienutje                                     |
| portemonnee             | knipbeurs                                      |
| schaar                  | skeijr                                         |
| schoen                  | skoewn                                         |
| schuw; onbetrouwbaar    | skáw                                           |
| scooter                 | schoeter                                       |
| slaan                   | jenze/slon                                     |
| hij/zij slaat hem       | haai/zaai slotum                               |
| klaar                   | verrig                                         |
| stamppot                | petazzie                                       |
| tuin                    | hof                                            |
| uien                    | juin                                           |
| vaatdoekje              | skôttelslet                                    |
| vangen                  | foetse                                         |
| voeten                  | vuut                                           |
| vrouwtje                | weefke                                         |
| zakdoek                 | tèsnuzzik                                      |
| zak (tas, broek-)       | tès                                            |
| zo                      | zouwe                                          |
| daar heb ik geen zin in | dè zuuk ik nie                                 |
| Tellen:                 |                                                |
| een                     | inne                                           |
| twee                    | tweije                                         |
| drie                    | driej (uitrekken)                              |
| vier                    | viejer                                         |
| vijf                    | veijf (uitrekken, maar ook: vaaf-un-zuvventig) |
| zes                     | zes                                            |
| zeven                   | zeuve (uitrekken)                              |
| acht                    | aacht                                          |
| negen                   | nege                                           |
| tien                    | tiejn                                          |
| twaalf                  | twèlluf                                        |
| vijftig                 | vaaijftig                                      |